# Maria Bello
Maria Elena Bello (Norristown, 18 aprile 1967) è un'attrice statunitense.
Ha ricevuto 2 candidature ai Golden Globe per The Cooler e A History of Violence.

## Biografia
Maria Bello nasce a Norristown, in Pennsylvania, il 18 aprile 1967, figlia di Joe Bello, un imprenditore statunitense, a sua volta figlio di immigrato italiano originario di Montella (in provincia di Avellino), e di Kathy, un'insegnante statunitense di origini polacche. Diplomatasi all'Archbishop John Carroll High School di Radnor (in Pennsylvania), consegue la laurea in Scienze politiche presso la Villanova University. Durante gli studi segue dei corsi di teatro che fanno nascere in lei la vocazione per la recitazione.
Inizia a lavorare in vari spot pubblicitari e in serie televisive, fino a quando ottiene il ruolo della dottoressa Anna Del Amico in E.R. - Medici in prima linea: con questo ruolo ottiene una certa notorietà che le permette di diventare un'attrice cinematografica e lavorare in film come Payback - La rivincita di Porter, Le ragazze del Coyote Ugly, The Cooler. Recita in Secret Window di David Koepp e in A History of Violence di David Cronenberg; successivamente lavora in Thank You for Smoking e in World Trade Center di Oliver Stone. Nel 2008 interpreta il ruolo di Evelyn O'Connel in La mummia - La tomba dell'Imperatore Dragone, accanto a Brendan Fraser.
In televisione interpreta ruoli da protagonista come quello di Lucy Robbins nella serie Touch nel 2013, e di Michelle McBride nella prima stagione della serie Golia nel 2016. Dal 2017 è l'agente speciale Jacqueline "Jack" Sloane nella serie NCIS - Unità anticrimine.

## Vita privata
Ha un figlio nato dalla relazione con Dan McDermott, durata dal 1999 al 2006. Nel 2013 rivela la propria bisessualità, ufficializzando la sua relazione con Clare Munn, con cui si lascia nel 2016. Dallo stesso anno ha una relazione con l'attore Elijah Allan-Blitz, conclusasi un paio d'anni dopo.
Nel 2014 visita il paese di origine della famiglia paterna, Montella; in quell'occasione i suoi genitori rinnovano il matrimonio nella chiesa del Santissimo Salvatore.
Nel febbraio 2020 annuncia il suo fidanzamento con la chef Dominique Crenn, con la quale convola a nozze nel 2024.

## Filmografia

### Cinema

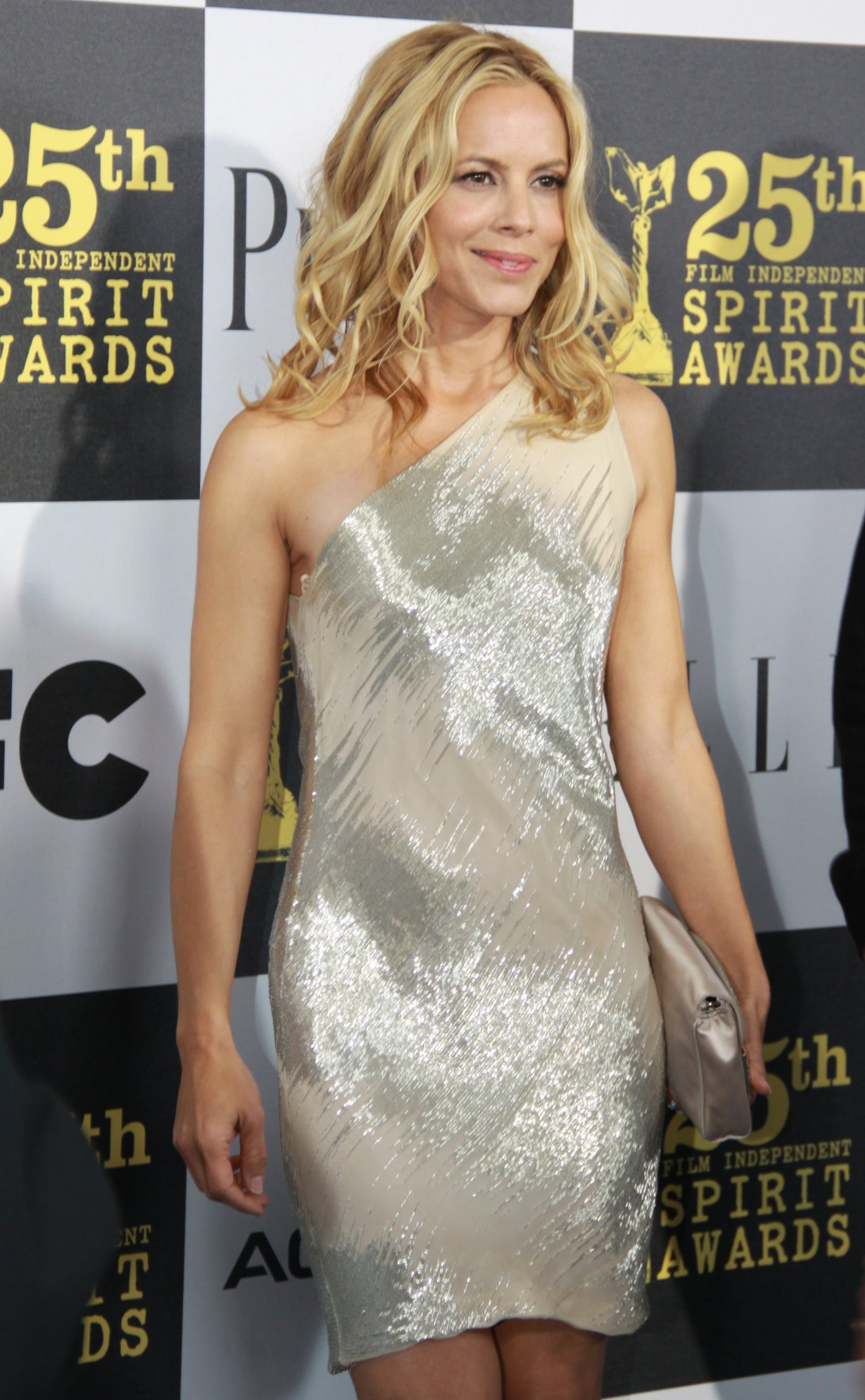
Maria Bello agli Independent Spirit Awards 2010

- Hard Night (Permanent Midnight), regia di David Veloz (1998)
- Payback - La rivincita di Porter (Payback), regia di Brian Helgeland (1999)
- Le ragazze del Coyote Ugly (Coyote Ugly), regia di David McNally (2000)
- Duets, regia di Bruce Paltrow (2000)
- La regola delle 100 miglia (100 Mile Rule), regia di Brent Huff (2002)
- Auto Focus, regia di Paul Schrader (2002)
- The Cooler, regia di Wayne Kramer (2003)
- Secret Window, regia di David Koepp (2004)
- Assault on Precinct 13, regia di Jean-François Richet (2005)
- The Dark, regia di John Fawcett (2005)
- A History of Violence, regia di David Cronenberg (2005)
- The Sisters, regia di Arthur Allan Seidelman (2005)
- Thank You for Smoking, regia di Jason Reitman (2006)
- World Trade Center, regia di Oliver Stone (2006)
- Flicka - Uno spirito libero (Flicka), regia di Michael Mayer (2006)
- Shattered - Gioco mortale (Butterfly on a wheel), regia di Mike Barker (2007)
- Niente velo per Jasira (Towelhead), regia di Alan Ball (2007)
- Il club di Jane Austen (The Jane Austen Book Club), regia di Robin Swicord (2007)
- The Yellow Handkerchief, regia di Udayan Prasad (2008)
- Downloading Nancy, regia di Johan Renck (2008)
- La mummia - La tomba dell'Imperatore Dragone (The Mummy: Tomb of the Dragon Emperor), regia di Rob Cohen (2008)
- La vita segreta della signora Lee (The Private Lives of Pippa Lee), regia di Rebecca Miller (2009)
- The Company Men, regia di John Wells (2010)
- Un weekend da bamboccioni (Grown Ups), regia di Dennis Dugan (2010)
- Beautiful Boy, regia di Shawn Ku (2010)
- Abduction - Riprenditi la tua vita (Abduction), regia di John Singleton (2011)
- Carjacked - La strada della paura (Carjacked), regia di John Bonito (2011)
- Un weekend da bamboccioni 2 (Grown Ups 2), regia di Dennis Dugan (2013)
- Prisoners, regia di Denis Villeneuve (2013)
- Third Person, regia di Paul Haggis (2013)
- McFarland, USA, regia di Niki Caro (2015)
- Demonic, regia di Will Canon (2015)
- Bravetown, regia di Daniel Duran (2015)
- La quinta onda (The 5th Wave), regia di J Blakeson (2016)
- The Confirmation, regia di Bob Nelson (2016)
- Lights Out - Terrore nel buio (Lights Out), regia di David F. Sandberg (2016)
- The Late Bloomer, regia di Kevin Pollak (2016)
- Wait Till Helen Comes, regia di Dominic James (2016)
- Max Steel, regia di Stewart Hendler (2016)
- The Journey Is the Destination, regia di Bronwen Hughes (2016)
- In Search of Fellini, regia di Taron Lexton (2017)
- Ogni giorno (Every Day), regia di Michael Sucsy (2018)
- Giant Little Ones, regia di Keith Behrman (2018)
- The Water Man, regia di David Oyelowo (2020)

### Televisione
- Mr. & Mrs. Smith – serie TV, 13 episodi (1996)
- E.R. - Medici in prima linea (ER) – serie TV, 23 episodi (1997-1998)
- Law & Order - Unità vittime speciali (Law & Order: Special Victims Unit) – serie TV, episodi 12x07-12x10 (2010)
- Prime Suspect – serie TV, 13 episodi (2011-2012)
- Touch – serie TV, 10 episodi (2012-2013)
- Big Driver, regia di Mikael Salomon – film TV (2014)
- Golia (Goliath) – serie TV, 8 episodi (2016)
- NCIS - Unità anticrimine (NCIS) – serie TV, 73 episodi (2017-2021)
- Lo scontro (Beef) – serie TV, 6 episodi (2023)
- The Waterfront – serie TV, 8 episodi (2025)

## Doppiatrici italiane
Nelle versioni in italiano delle opere in cui ha recitato, Maria Bello è stata doppiata da:
- Francesca Fiorentini in A History of Violence, Thank You for Smoking, Flicka - Uno spirito libero, La mummia - La tomba dell'Imperatore Dragone, Prisoners, Third Person, McFarland, USA, Max Steel, The Waterfront
- Laura Romano in World Trade Center, Abduction - Riprenditi la tua vita, Touch, Big Driver, Lights Out - Terrore nel buio
- Monica Ward in The Cooler, La vita segreta della signora Lee, Touch (ep. 1x11, 2x12)
- Roberta Greganti in Hard Night, The Water Man
- Gabriella Borri in Le ragazze del Coyote Ugly, Golia
- Alessandra Korompay in Mr. & Mrs. Smith, Carjacked - La strada della paura
- Laura Boccanera in Law & Order - Unità vittime speciali, Prime Suspect
- Claudia Catani in NCIS - Unità anticrimine, The Dark
- Eleonora De Angelis in Un weekend da bamboccioni, Un weekend da bamboccioni 2
- Chiara Colizzi in La regola delle 100 miglia, La quinta onda
- Paola Valentini in E.R. - Medici in prima linea
- Micaela Esdra in Payback - La rivincita di Porter
- Cristiana Lionello in Duets
- Silvia Tognoloni in Auto Focus
- Alessandra Grado in Secret Window
- Emanuela Rossi in Assault on Precinct 13
- Antonella Rinaldi in Silver City
- Olivia Manescalchi in The Sisters
- Selvaggia Quattrini in Shattered - Gioco mortale
- Antonella Giannini in Niente velo per Jasira
- Tiziana Avarista in Il club di Jane Austen
- Cristina Boraschi in The Company Men
- Irene Di Valmo in Ogni giorno
- Cristiana Rossi in Lo scontro